# Juiz de Fora
Juiz de Fora est une commune brésilienne du sud-est de l'État du Minas Gerais, localisée dans la zone de la Mata Mineira, à 283 km au sud de Belo Horizonte, à 180 km au nord de Rio de Janeiro et à 470 km au nord de São Paulo.

## Histoire
Jusqu'au XIXe siècle, l'emplacement de Juiz de Fora était principalement peuplé par les Indiens puris et coroados. En 1707, avec la construction de la voie royale (Caminho Novo) par laquelle l'or de Vila Rica (Ouro Preto) était acheminé vers le port de Rio de Janeiro, divers groupes s'agglutinent le long de cette route jusqu'à former le village de Santo Antônio do Paraibuna au début du XIXe siècle. Des familles de colons provenant des régions aurifères de Ouro Preto et Mariana, puis de Barbacena s'y installent. Santo Antônio do Paraibuna se sépare de Barbacena en 1850, pour devenir Paraibuna en 1856. En 1865, Paraibuna prend le nom de Juiz de Fora. L'origine de ce nom est incertaine. Le juge du dehors (en portugais juiz de fora) était un magistrat nommé par la Couronne portugaise pour juger dans des localités hors de sa juridiction, ce qui devait garantir son impartialité. Un de ces magistrats aurait été hébergé pendant quelque temps dans la région et serait à l'origine du nom de la localité.
Pionnière de l'industrialisation au XIXe siècle, on l'a surnommée la Manchester de Minas Gerais. Au début du XXe siècle, Juiz de Fora était l'un des principaux centres industriels du Brésil après São Paulo et Rio de Janeiro. Toutefois, à la suite de la crise de 1929, l'économie et la démographie de Juiz de Fora ont stagné voire décliné, tout comme celle de nombreuses localités de Minas Gerais liées à la caféiculture, pour ne retrouver une période de croissance qu'à partir des années 1970.
Le 6 septembre 2018, Jair Bolsonaro, alors candidat à la présidence de la République, a été victime d'une tentative d'assassinat alors qu'il tenait un meeting électoral à Juiz de Fora.

## Géographie
Le centre de Juiz de Fora se situe à une altitude de 678 mètres, mais l'altitude varie de 470 à 998 mètres sur la commune.
La population de Juiz de Fora était de 516 247 habitants au recensement de 2010 et de 577 232 habitants en 2021 selon l'estimation de l'Institut brésilien de géographie et de statistiques. En 2010, 510 378 habitants étaient situés en zone urbaine, dont l'étendue est de 317,7 km2, tandis que 5 869 habitants étaient situés en zone rurale, dont l'étendue est de 1 118,0 km2. La commune s'étend sur 1 435,66 km2.
Juiz de Fora est le principal centre urbain de la microrégion de Juiz de Fora, dans la mésorégion de la zone de la Mata.

## Économie

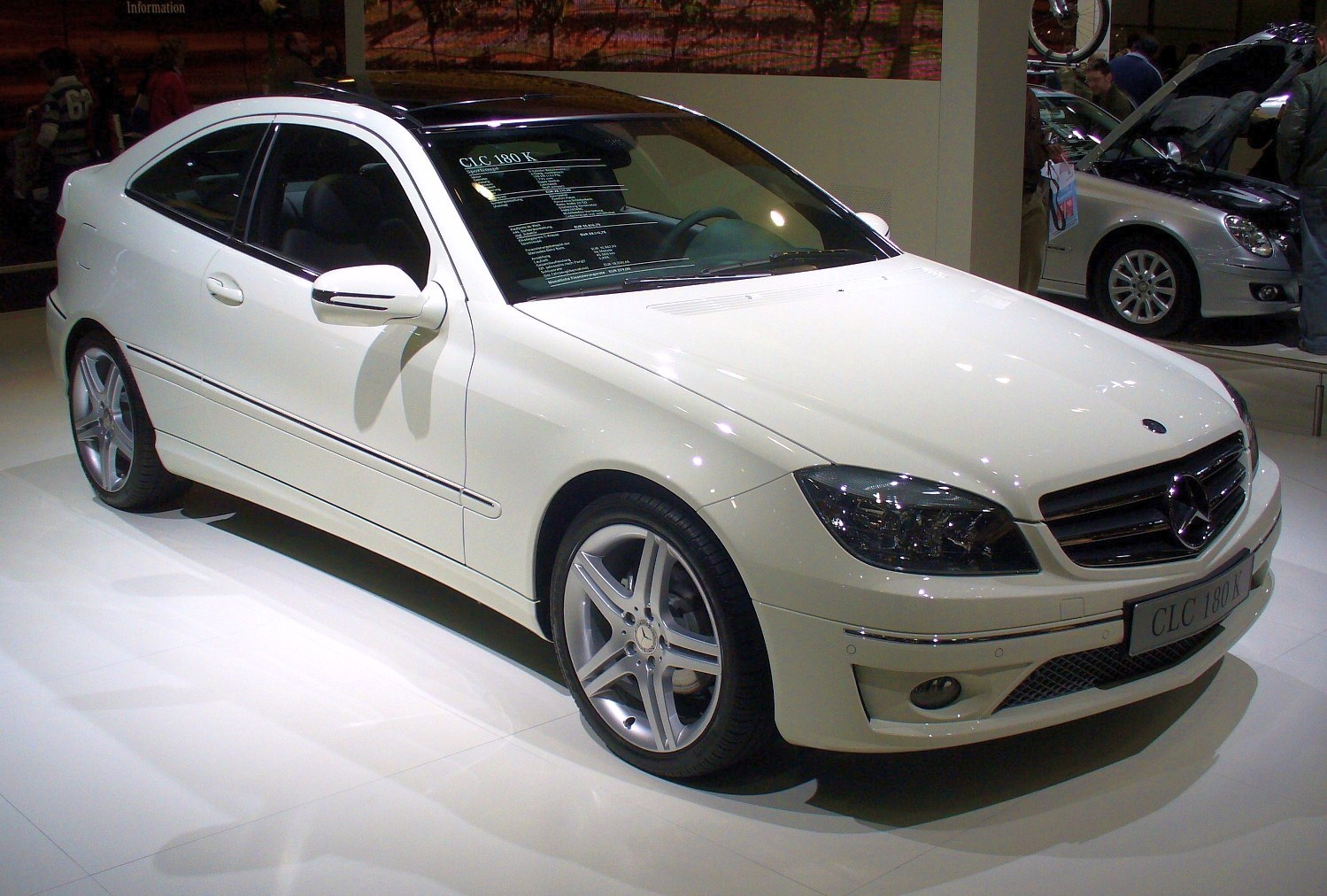
La Mercedes-Benz CLC, produite au Brésil.

Daimler AG y assemble dans des Mercedes-Benz CLC à un rythme de 15 225 unités par an à destination prioritairement de l'Europe. Ouverte en 1999, l'usine y a produit des Mercedes-Benz Classe A jusqu'en 2005. Elle emploie 904 personnes.

## Personnalités liées
- Larissa Oliveira (1993-), nageuse brésilienne
- Geraldo Majella Agnelo (1933-2023), cardinal brésilien de l'Église catholique romaine y est né
- Guilherme Marques (1971-), joueur de beach volley brésilien, champion du monde
- Fab Melo (1990-2017), joueur brésilien de basket-ball
- Wesley (1996-), footballeur brésilienne
- Bernardo Faria, quintuple champion du monde de jiu-jitsu